# بريدشتيت
برداشتت (بالألمانية: Bredstedt) هي بلدة ألمانية تقع في ألمانيا في شليسفيغ هولشتاين.  يقدر عدد سكانها بـ 5,057 نسمة .

## المدن التوأمة
مدن ديويت (آيوا) و Krzyż Wielkopolski هي مدن توأمة لـبرداشتت.

## أعلام
- كريستيان ألبريشت جنسن